# Phantom Thread
Phantom Thread (Brasil: Trama Fantasma / Portugal: Linha Fantasma) é um filme norte-americano de drama histórico, escrito, dirigido e filmado por Paul Thomas Anderson. Estrelado por Daniel Day-Lewis, Lesley Manville e Vicky Krieps, a história é ambientada no mundo da alta costura de Londres na década de 1950. Foi relatado que esta é a última atuação de Day-Lewis no cinema após quatro décadas na profissão. A música foi composta pelo guitarrista e membro da banda Radiohead, Jonny Greenwood. Teve estreia no dia 25 de dezembro de 2017. É a primeira produção de Anderson a ser filmada fora dos Estados Unidos e a sua segunda colaboração com Day-Lewis após There Will Be Blood (2007). O filme ganhou o OSCAR 2018 de melhor figurino e recebeu mais cinco indicações: melhor filme, melhor diretor, melhor ator, melhor atriz coadjuvante e melhor trilha sonora.

## Elenco
- Daniel Day-Lewis como Reynolds Woodcock[6]
- Lesley Manville como Cyril Woodcock[7]
- Vicky Krieps como Alma[7]
- Richard Graham como George Riley[8]

## Produção
Em 2 de junho de 2016, foi anunciado que Paul Thomas Anderson estava escrevendo e que iria dirigir um filme de drama de moda ambientado nos anos 1950, estrelando Daniel Day-Lewis como ator. Megan Ellison produziu o filme pela Annapurna Pictures, juntamente com JoAnne Sellar e o próprio Anderson. Foi anunciado em 8 de setembro de 2016 que o filme seria distribuído nos Estados Unidos pela Focus Features e internacionalmente pela Universal Pictures. No final de janeiro de 2017, Lesley Manville, Richard Graham e Vicky Krieps entraram para o elenco.
As filmagens começaram no final de janeiro de 2017 em Lythe, Inglaterra. As filmagens também ocorreram no bairro londrino de Fitzrovia, na Fitzroy Square e Grafton Mews.